# Castello di Partistagno
Das Castello di Partistagno ist eine hochmittelalterliche Burgruine oberhalb von Borgo Faris, einem Ortsteil von Attimis in der italienischen Region Friaul-Julisch Venetien. Die Ruine liegt an der Via Pissibet.

## Geschichte
Die Burg wurde um das Jahr 1000 erbaut und gehörte prinzipiell den Grafen Attems und später den Herren von Faedis. Ab 1273 befand sie sich in Händen der adligen Cucagna di Partistagno und wurde schließlich im 17. Jahrhundert von den Fullinis aus Polcenigo erworben. Das Castello di Partistagno wurde im Roman Le Confessioni d’un Italiano von Ippolito Nievo erwähnt.
Ab dem 16. Jahrhundert wurde das Anwesen aufgegeben und dem langsamen Verfall preisgegeben. Bis heute hat sich nach einem bedeutenden Umbau in Folge des Erdbebens im Friaul 1976 der Kern der Anlage auf dem Gipfel, der aus dem Bergfried, der Adelskappele, der Zisterne und dem „westlichen Baukörper“ besteht, erhalten.
Von den Gebäuden auf dem unteren Streifen sticht der Palast aus dem 14. Jahrhundert hervor, dessen genaues Baujahr unbekannt ist und der mit eleganten Doppelfenstern auf drei Stockwerken ausgestattet ist.

### Palatiuminferiore

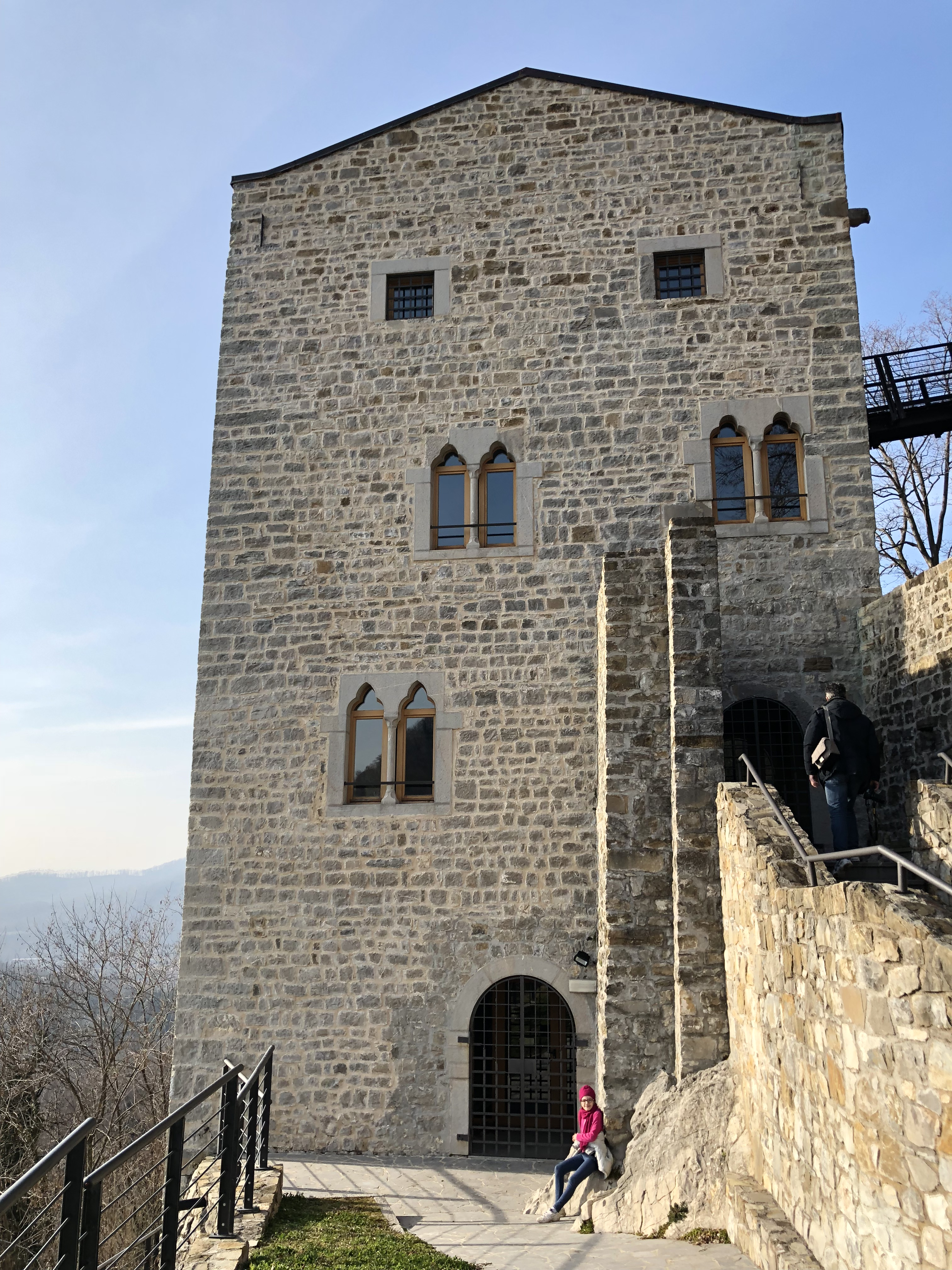
Palatium inferiore

Zusammen mit anderen Dienstgebäuden befindet sich das elegante Palatium etwas weiter unten als die ältere Kernburg auf dem Gipfel. Es erhielt Anfang des 14. Jahrhunderts seine heutige Form. Das Gebäude misst außen 41 Meter × 11 Meter und besteht aus vier Stockwerken: Einem Tiefparterre, einem ersten Obergeschoss mit zwei Aborterkern, einem Wohngeschoss mit Nischen-Waschbecken und einem Dachgeschoss.
Vermutlich war das Gebäude ursprünglich vollständig verputzt, sowohl außen als auch innen, und der Boden war mit Opus signinum auf Holztafeln belegt. Später wurde der Innenraum mit Wänden dreigeteilt und die Dachböden wurden erneuert.
Das Gebäude wurde Anfang der 1980er-Jahre erstmalig restauriert, wobei die drei Innenwände entfernt und einige Doppelfenster sowie die Dacheindeckung erneuert wurden. Die letzte Restaurierung sorgte für eine neue Verwendung des Gebäudes.

### Kirche des Hl. Oswald

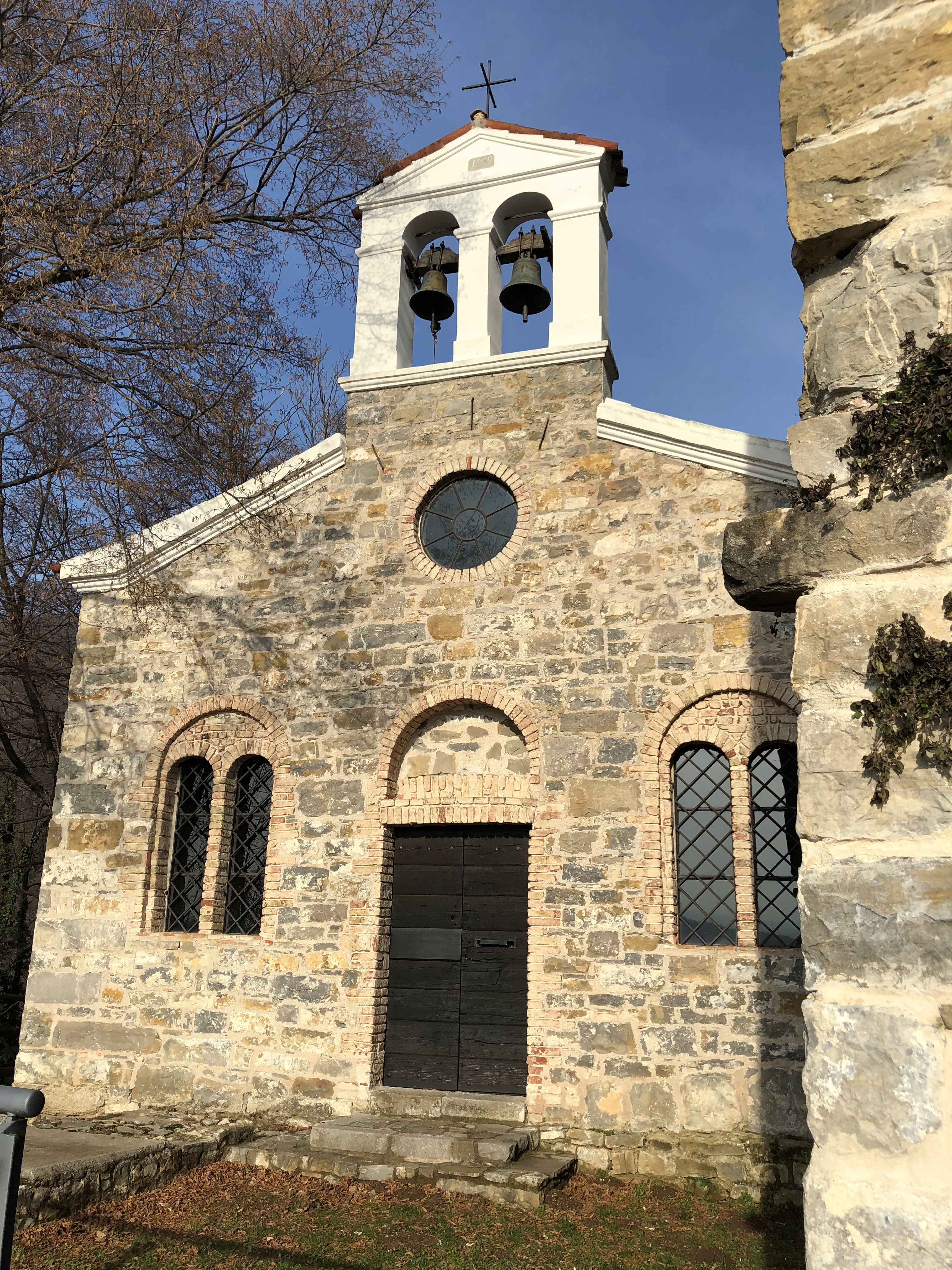
Kirche des Hl. Oswald

Neben dem Bergfried liegt das Kirchlein des Heiligen Oswald, das als Familienkapelle der Burg diente; insbesondere der Bereich der Apsis entspricht der originalen Adelskapelle aus dem 13. Jahrhundert. Diese wiederum ersetzte eine ältere Kultstätte, wie durch Bodenuntersuchungen festgestellt wurde, die an der Südseite durchgeführt wurden, wo ein Teil der Apsis in Spitzbogenform entstanden ist, wie es den frühromanischen Kultstätten des 11. Jahrhunderts entspricht.
In der neuen Anordnung, die die Burg im 13. Jahrhundert erhielt, wurde die Kapelle umgebaut; gegen Ende dieses Jahrhunderts wurde sie mit einer ersten Phase von Fresken dekoriert, darunter der Heilige Christopherus und andere Figuren, wogegen am Ende des 14. Jahrhunderts die Apsis mit dem Zyklus Christus Pantocrator und die 12 Apostel, dem Werk eines lokalen Künstlers, der zur zweiten Generation von Vitale da Bologna gehörte, bemalt wurde. Die Kreuzigungsszene, ein Fresko auf dem Tympanon, wird auf die ersten Jahre des 15. Jahrhunderts datiert, als die nördliche und südliche Außenwand der Kirche erneuert wurden.
Im Laufe des 16. Jahrhunderts wurde das Gebäude erweitert und erhielt seine heutige Form.

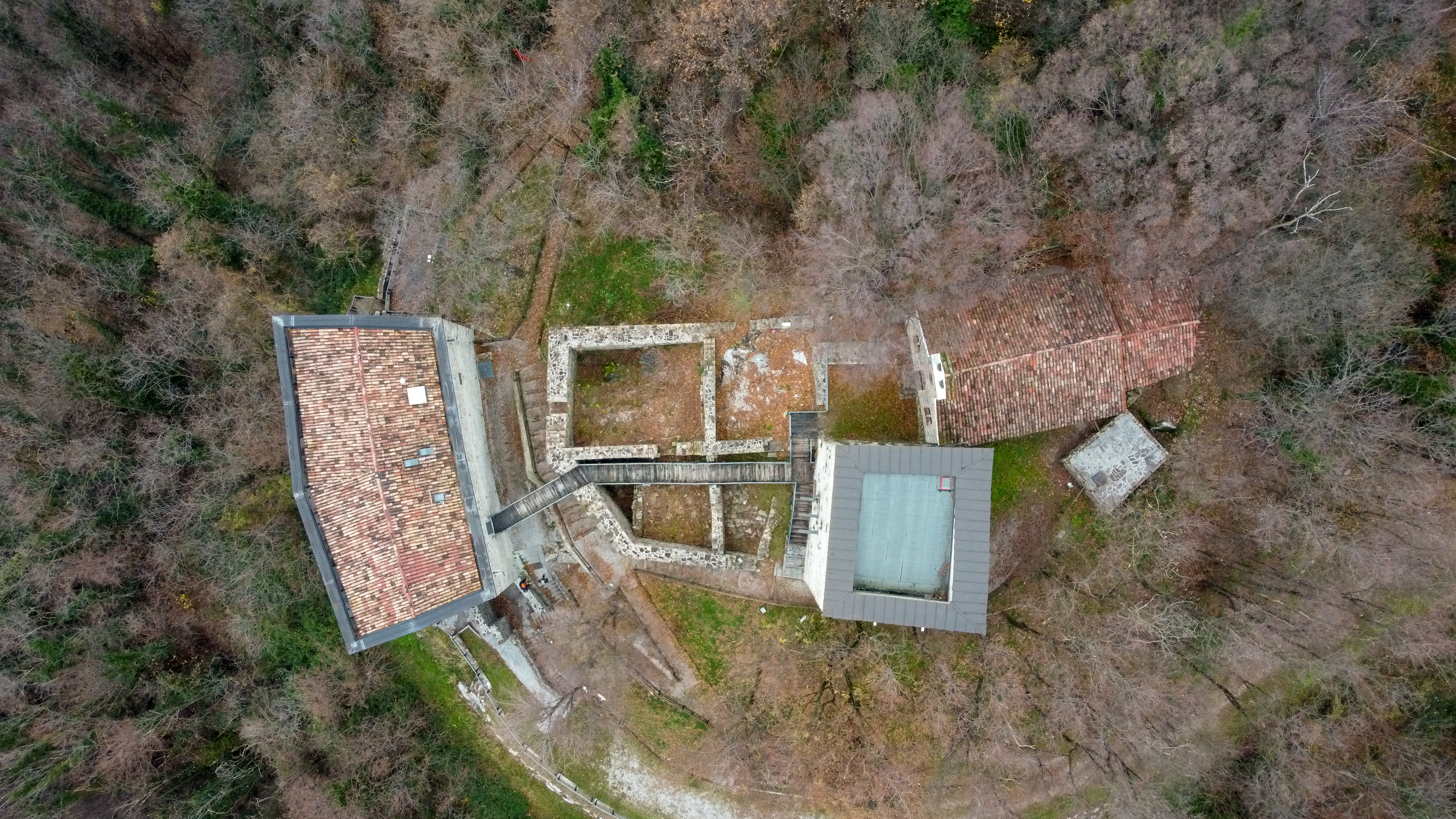
Luftbild des Castello di Partistagno